# Iuliana Tcaciova
Iuliana Tcaciova ist eine moldauische Sommerbiathletin in der Teildisziplin Crosslauf.
Iuliana Tcaciova feierte ihre bislang größten internationalen Erfolge im Jahr 2009. So wurde sie im IBU-Sommercup 2009 bei den Wettbewerben in Bansko im Sprint wie in der Verfolgung Siebte. Wenig später nahm sie an den Sommerbiathlon-Europameisterschaften 2009 in Nové Město na Moravě teil. Im Sprint lief sie auf den 28. Platz, in der Verfolgung beendete sie ihr Rennen nicht. Mit Alexandra Camenșcic, Liviu Croitoru und Sergiu Balan bestritt sie zum Abschluss das Mixed-Staffelrennen, bei dem sie Elfte wurde.